# Estelle Yancey
Estelle Yancey (Cairo (Illinois), 1 januari 1896 – Chicago, 19 april 1986) was een Amerikaanse blueszangeres.

## Biografie
Estelle Yancey groeide op in Chicago, waar ze in kerkkoren zong en gitaar leerde spelen. Hier legde ze de basis voor haar soulvolle, expressieve zang. In 1917 trouwde ze met de pianist Jimmy Yancey, met wie ze op informele bijeenkomsten, houserent feesten en in bluesclubs in Chicago optrad. Omdat haar man geen bijzonder goede zanger was, ging ze vaak met hem naar de opnamestudio. In 1951 nam ze haar laatste plaat op met haar man, die kort na een beroerte stierf. Estelle Yancey bleef echter opnemen voor Smithsonian Folkways Records, Verve Records, Evidence Records en anderen. Ze werkte ook met andere pianisten, zoals Erwin Helfer.

## Overlijden
Estelle Yancey overleed in april 1986 op 90-jarige leeftijd.

## Discografie
- 1943: Pure Blues Blues
- 1951: June 1951 – Recorded at Yancey a
- 1952: Jimmy and Mama Yancey: Chicago Piano, Vol. 1.
- 1965: Mama Yancey Sings
- 1966: Blues
- 1983: Maybe I'll Cry
- 1993: The Blues Of Mama Yancey – met Axel Zwingenberger
- 1998: The Unissued 1951 Yancey Wire Recordings

- Bibliothèque nationale de France: cb13946214n (data)
- Gemeinsame Normdatei: 134676610
- International Standard Name Identifier: 0000 0000 6310 8212
- Library of Congress Control Number: n87116280
- MusicBrainz: 14c8b7d3-5943-4997-99b0-2ca430a0ee13
- Virtual International Authority File: 64196690
- WorldCat: E39PBJkMHMvJTHvmXJhFRfKTpP